# Agonocryptus chichimecus
Agonocryptus chichimecus là một loài tò vò trong họ Ichneumonidae.